# Mordellistena isthmica
Mordellistena isthmica es una especie de coleóptero de la familia Mordellidae.

## Distribución geográfica
Habita en Panamá.